# Бей, Семён Алексеевич
Семён Алексеевич Бей (род. 2 февраля 1996, Сатка, Челябинская область) — российский биатлонист, призёр чемпионата России.

## Биография
В детстве занимался плаванием. Биатлоном начал заниматься в 2009 году в Сатке, первый тренер — Бей Николай Алексеевич. С 14 лет занимается в команде Тюменской области, тренеры — Н. А. Клыков, М. В. Кугаевский, А. А. Волков.
Неоднократно становился призёром всероссийских соревнований в младших возрастах. Бронзовый призёр первенства страны 2015 года по летнему биатлону в эстафете. В сезоне 2016/17 — победитель первенства России в индивидуальной гонке, гонке преследования и эстафете, бронзовый призёр в спринте.
В 2014 году участвовал в юниорском чемпионате мира в Преск-Айле в категории «до 19 лет», стартовал только в индивидуальной гонке, где занял 12-е место. В 2017 году принял участие в юниорском чемпионате Европы в Нове-Место среди 21-летних, лучшим результатом стало 19-е место в индивидуальной гонке. Участник юниорского Кубка IBU в сезоне 2016/17 на этапе в Поклюке, в личных видах в своей единственной гонке был 47-м, а в одиночной смешанной эстафете в составе сборной России стал победителем.
На взрослом уровне стал серебряным призёром чемпионата России 2019 года в патрульной гонке в составе сборной Уральского ФО. Становился призёром этапа Кубка России.